# Wilfried Nancy
Wilfried Nancy (* 9. April 1977 in Le Havre) ist ein ehemaliger französischer Fußballspieler und heutiger -trainer. Aktuell ist er Trainer der Columbus Crew in der Major League Soccer, mit der er im Dezember 2023 die Meisterschaft gewinnen konnte. Er hat neben der französischen auch die kanadische Staatsbürgerschaft.

## Karriere als Spieler
Ab 1991 spielte Nancy in der Jugend des SC Toulon, für den er am 16. April 1997 im Spiel gegen den FC Martigues auch zu seinem ersten Profieinsatz in der Ligue 2 kam. Bis zum Ende der Saison 1997/98 kamen acht weitere Zweitligaeinsätze hinzu, jedoch stieg Toulon dann in die Division 3 ab. Anschließend spielte Nancy in verschiedenen unterklassigen Klubs in Frankreich. 2005 zog es ihn nach Kanada, wo er einen Englischkurs an der Université du Québec à Montréal belegte und eine Saison für die Universitätsmannschaft Les Citadins spielte, welches seine letzte Station als Fußballspieler blieb.

## Karriere als Trainer
Schon ab 2002 war Nancy neben dem aktiven Sport auch als Jugendtrainer tätig, was 2006, nach dem Ende seiner Spielerkarriere, seine Haupttätigkeit wurde. Nach Engagements bei verschiedenen Schulmannschaften und Regionalauswahlen im Großraum Montreal war er ab 2011 mit wechselnden Zuständigkeiten als Trainer im neu gegründeten Nachwuchsbereich von Montreal Impact tätig. Von 2016 bis Anfang 2021 war Nancy unter wechselnden Cheftrainern, unter anderem Rémi Garde und Thierry Henry, Cotrainer des Profiteams in der MLS. Nachdem Henry Ende Februar 2021 aus persönlichen Gründen zurücktrat, wurde Nancy Cheftrainer in Montreal. Zur gleichen Zeit änderte das Franchise seinen Namen von Montreal Impact zu Club de Foot Montreal, kurz CF Montreal. Gleich im ersten Jahr als Cheftrainer konnte Nancy die kanadische Meisterschaft mit Montreal feiern, in der MLS verpasste die Mannschaft allerdings die Play-offs. Im sehr erfolgreichen zweiten Jahr wurde in der Regular Season der zweite Platz in der Eastern Conference und in den Play-offs die Runde der letzten acht erreicht. Anschließend wechselte Nancy ligaintern zur Columbus Crew. In seiner ersten Saison dort erreichte Nancys Team in der Regular Season einen guten dritten Platz in der Eastern Conference. In den anschließenden Play-offs gelang es der Mannschaft nach Siegen über Atlanta United, Orlando City SC und den FC Cincinnati ins Finale einzuziehen, wo der Titelverteidiger Los Angeles FC mit 2:1 bezwungen werden konnte. Mit dem Gewinn des MLS Cup 2023 wurde Nancy zum ersten Schwarzen Meistertrainer der MLS. Auch im Jahr 2024 spielte die Crew unter Nancy sehr erfolgreichen Fußball. Die Finals um den CONCACAF Champions Cup und den Campeones Cup wurden knapp gegen die mexikanischen Spitzenteams CF Pachuca und Club América verloren, im Leagues Cup allerdings gelang es durch einen 3:1-Finalsieg gegen den Los Angeles FC auch 2024 einen Titel zu gewinnen. In der MLS beendete Nancy's Team die Regular Season auf einem guten zweiten Platz hinter Inter Miami. In den Play-offs schied das Team aber überraschend gegen die New York Red Bulls aus. Im November 2024 wurde Nancy mit dem Coach of the Year Award der MLS ausgezeichnet.

## Titel und Auszeichnungen

### Als Trainer
Canadian Championship2021
MLS Cup2023
Leagues Cup2024

### Individuell
MLS Sigi Schmid Coach of the Year Award2024

## Privatleben
Wilfried Nancy wurde in Le Havre geboren. Sein Vater kam aus Guadeloupe, seine Mutter hat Vorfahren im Senegal und auf den Kapverden. Er ist mit einer Kanadierin haitianischer Herkunft verheiratet, mit der er zwei gemeinsame Kinder hat.